# チェルノレス文化

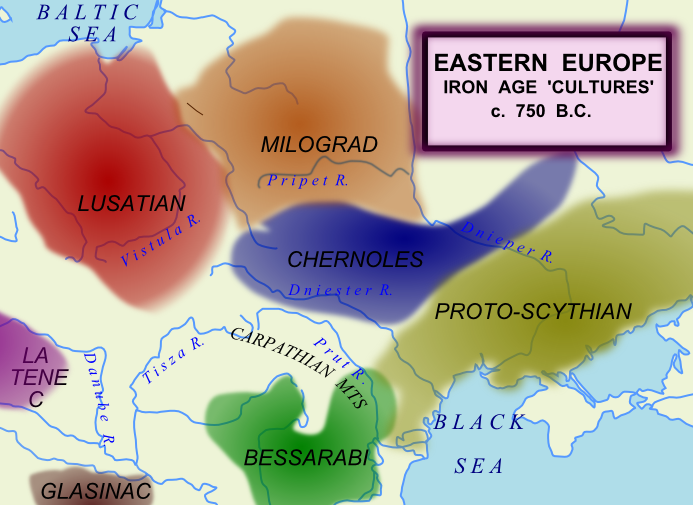
前750年ごろのヨーロッパ東部。
中央の紺色がチェルノレス文化。

チェルノレス文化（チェルノレスぶんか、英語：Chernoles culture, Chornolis culture, Chornolis'ka (Black Forest) culture, Chornoles culture; ウクライナ語：Чорноліська культура、チョールノリース文化）または黒森文化は、前11世紀ごろから前8世紀ごろを最盛期として前3世紀ごろまでにかけて黒海の西北部、ドニエステル川とドニエプル川に挟まれた森林ステップ地域を中心に広がっていた文化。遺跡の名称は、中央ウクライナ、キロヴォフラード州の「黒森 (キロヴォフラード州)」（Чорний ліс；チョールニー・リース）と呼ばれる大きな森林で発見されたことにちなんで名付けられた。スラヴ語派の各民族、すなわちスラヴ人の起源における決定的に中心的な文化と考えられ、後の時代のこの地域の諸文化の絶え間ない融合や分裂のプロセスを経てさまざまな文化や国家に分かれたあとでも、元をたどるとこのチェルノレス文化に行き着く諸文化が現在のスラヴ人諸民族となっている。青銅器時代から鉄器時代への変遷期の文化で、両方の時代の特徴が見られる。同じ地域に広がっていた青銅器文化のベログルードフ文化とその南のコマロフ文化から発展したものと推定されている。地理的には、トシュチニェツ文化の東部地域と一致する。

## チェルノレス文化の特徴
地球上で最も肥沃な、いわゆる黒土地帯と呼ばれる地域にほぼ一致して広がっており、穀物栽培が盛んであった。集落は城塞でない開けた構造のものと、丘の上に築いた城塞の2つの種類がある。城塞型は盛り土による防壁や環濠で守られていた。家屋は大半が地上式で大家族が住めるよう大型（縦6メートル、横10メートルほど）で堅固な作りとなっている。斧は石、青銅、鉄で作られており、武器は青銅のものが大半。装飾物は青銅製で、工具は鉄製であった。また、馬具も鉄製でその意匠はこの文化独特であった。馬を大切にし、愛馬が死ぬとその葬儀をも行っていた。
人の埋葬については、初期は様々な規模のクルガン墳墓（古代ユーラシア大陸中緯度地域独特の墳丘式墳墓）を築いて土葬していたが、のちには荼毘に付したあと集団墓地に埋葬する火葬が一般化した。この火葬の習慣についてはヘロドトスも 農耕スキタイの習慣として言及し、さらにその話の中で出てくる地名と初期スラヴ人の河川名とが一致している。そのためこの文化はスラヴ人の初期文化、ないしはのちにスラヴ人の基幹となる集団の先祖の文化のうち主要なもののひとつであると推定される。
遺跡から出土する様々な金製品の特徴から、遊牧系スキタイ人との密接な接触があったことは明らかである。またさまざまな借用語や河川名は、もとはイラン語群の言語から来たものであるため、遊牧系スキタイ人がイラン語群の言語を話していたとすれば現在のスラヴ語派やバルト語派にみられるイラン語群からの強い言語的影響はこの時代の人々の遊牧系スキタイ人との接触によるものであると推測される。

## スラヴ人の「原郷」問題
なお、過去のヨーロッパの考古学界では、チェルノレス文化よりもさらに北方の、現在のベラルーシ中南部に当たるプリピャチ川（上図の"Pripet R."）の沼沢地帯がスラヴ人の原郷であるという説が主流であった。20世紀前半にはナチス・ドイツがこの説に基づきポーランド人をプリピャチ沼沢地へと集団追放しそこで強制労働、飢餓、疫病、銃殺などの方法でポーランド人をこの世から完全に絶滅するという残酷な計画さえ立て、それを盛んに宣伝していた。しかし現在では、チェルノレス文化の時代のこの地域はミログラード文化（上図の"MILOGRAD"）に属していたことが明らかになっている。ミログラード文化はネウロイ人の文化と推定され、さらにネウロイ人は東バルト語群の諸民族の先祖だと推定されている。
同時代のルサチア文化（ラウジッツ文化、上図の"LUSATIAN"」））はその当時はチェルノレス文化とは明らかに別系統である。19世紀から20世紀にかけては、ルサチア文化の担い手についてゲルマン系であると主張するドイツとスラヴ系であると主張するポーランドとの間で激しい論争があったが、ルサチア文化がもともとゲルマン系かスラヴ系のどちらかであった可能性を支持する確たる証拠は見つかっていない。むしろ、ルサチア文化は古い時代に北部ヨーロッパから南のアドリア海沿岸へ集団移動してしまったイリュリア系の古ウェネト人が主要な担い手であるとする説が、現在では最も有力である。ラウジッツ文化で支配的だった言語は、後にウェネティ語と呼ばれるようになった言語と基本的に同じものであったと推測される。ウェネティ語は断片的な資料が残されており、ゲルマン語派ではないが、ゲルマン語派のひとつであるゴート語と似た部分もある。このことから、ラウジッツ文化で支配的だった言語はインド・ヨーロッパ祖語のうちヨーロッパ北部に広く存在したと仮定される方言群（インド・ヨーロッパ祖語の北西方言群）に属していたと推測される。この方言群にはゲルマン祖語、スラヴ祖語、バルト祖語（英語：Proto-Balto、バルト語派の共通の祖語）などが含まれていたと考えられている。ラウジッツ文化の言語は、西隣のヤストルフ文化で発生したと推定されるゲルマン語派や、東隣のチェルノレス文化やミログラード文化で発達したと思われるスラヴ語派やバルト語派からの影響を完全に否定することはできないまでも、これらの言語には明確には属さず、北西方言群のうちのその他の言語のひとつのまま、独自の存在であったものと推測される。このような諸言語はこのヨーロッパ北半の一帯に他にも当時は広く存在したと思われ、たとえばスカンジナヴィアやライン川下流域の諸言語も、北西方言群に属すもそれでいてゲルマン・スラヴ・バルト諸語派の言語とは似て非なるものであったと考えられる。のちにこれらはゲルマン語派やスラヴ語派の特徴を受け入れて、それぞれの語派に属していくことになる。このことは、歴史時代に入ってからもドイツ周辺やスカンジナヴィアのゲルマン語派の諸方言が長い間非常に多様であった理由を示唆している。
しかし、ルサチア文化と同じ地域でその文化を継承したポメラニア文化にはスラヴ系であるチェルノレス文化の強い影響がすでに見られる。ポメラニア文化は北のバルト海沿岸の狭い地域に発展した、ゲルマン系と推定されるオクシヴィエ文化と、残りの広い地域にわたって発展した、スラヴ系と推定されるプシェヴォルスク文化に分かれた。
この、西方でチェルノレス文化の影響から発展したプシェヴォルスク文化と、同時代にその東方にチェルノレス文化から直接発展したザルビンツィ文化は互いにその特徴が似通っている。プシェヴォルスク文化とザルビンツィ文化はのちにチェルニャコヴォ文化の地域にまで勢力を拡大し、プシェヴォルスク文化、ザルビンツィ文化、チェルニャコヴォ文化の3つの「スラヴ系文化」が同時に存在する時代が続いた。
東方では、その後2-3世紀にかけて北方のザルビンツィ文化が南方のチェルニャコヴォ文化に吸収された。そしてチェルニャコヴォ文化はその一部地域で北西のヴィスワ川東岸地方からやってきたゴート人のヴィェルバルク文化の影響を強く受けるとその地域はキエフ文化に変貌した。6世紀のゴート人歴史家ヨルダネスは、キエフ文化の一部地域とみられる地方でゴート人から王を輩出する小規模な多民族国家「オイウム王国」が存在していたことを記録している。4世紀にフン族の大群がこの地に襲来すると、移住のしやすい商業が主な生業であったゴート人の支配階層のうちフン族に殺されずに生き残った者の大半は西のかなたへと一斉に逃げてしまった（いわゆる「ゲルマン民族の大移動」事件の発端）のであるが、チェルノレス文化時代から輸出農業を生業としていたため土地に根づいていたスラヴ系（おそらくゴート人との混血も含まれる）の住民はこの地に残った。彼らはキエフ文化を基礎としてペンコフ文化とコロチン文化に発展させ、中世以後の東スラヴ人諸部族を形成した。彼ら東スラヴ人諸部族は9世紀半ばに統一国家となるキエフ・ルーシ成立時の基礎部族となり、彼らは後に「ルーシ人」と呼ばれるようになった。
西方では、現在のポーランドの中部から南部に相当する地域を中心に発展したプシェヴォルスク文化が4世紀まで続いた。プシェヴォルスク文化には起源がスラヴ系ともゲルマン系とも言われるヴァンダル族が含まれていた。4世紀になると、フン族の襲来を避けて東方から逃げてきたキエフ文化の人々との交流とその影響から、プシェヴォルスク文化は中世以後の西スラヴ人に直接つながる、モラヴィア門の西と東に延びているベスキディ山脈とタトラ山脈の南側のプラハ文化と北側のコルチャク文化へ発展する。両文化はあまりに似通っていて内容にほとんど違いがないため、両者を合わせて「プラハ・コルチャク文化複合」とも呼ぶことがある。西スラヴ人は6世紀には故地のポーランド中部・南部一帯を中心として北、西、南の3つの方向に大移動を開始し、バルト海南岸、エルベ川東岸、ボヘミア、パンノニア、バルカン半島へと勢力を拡大した。また、ヴァンダル族の一部は6世紀以降に故地のポーランド南部、ベスキド山地北側一帯のシレジア地方からヴィエルコポルスカ地方に相当する地域へ続々と戻ってきた。7世紀にフランク王国のピピン1世がこの地でヴァンダル族と会ったという記録があるが、その後のヴァンダル族はそこから他へ移動した形跡がないまま歴史の舞台から消えた。当地の西スラヴ人部族であるレフ族（別名ポラン族、のちにポーランド王国を建設した部族）に吸収されたか、あるいはヴァンダル族がレフ族そのものだったという可能性が考えられる（実際に中世ヨーロッパの人々の記録では、ヴァンダル族とレフ族とが同じ集団であることが説明されている）。先に言及したゲルマン系のデンプチン文化は相変わらずポメラニア地方に存続していたが、西スラヴ人諸部族（たとえばオボトリート族やポメレリア族など）がこの地域に勢力を拡大していくと急速に弱体化していき、6世紀のうちに消滅した。バルカン半島に定住した人々は中世後期から独特の社会を形成していき、のちに南スラヴ人と呼ばれるようになった。